# رافائيل ليفي هانوفر
رافائيل ليفي هانوفر (بالألمانية: Rafael Levi)‏ (و. 1685 – 1779 م) هو رياضياتي، وعالم فلك من ألمانيا . ولد في فايكرزهايم .
توفي في هانوفر، عن عمر يناهز 94 عاماً.